# Three Days Grace
Three Days Grace ist eine kanadische Alternative-Rock- bzw. Post-Grunge-Band. Sie besteht aus den Gründungsmitgliedern Schlagzeuger und Lead-Sänger Adam Gontier, Background-Sänger Neil Sanderson, E-Bassist und Background-Sänger Brad Walst, seit 2003, Lead-Gitarrist Barry Stock und seit 2013 dem Lead-Sänger Matt Walst. Die Band steht bei RCA Records unter Vertrag.

## Geschichte
Die Band wurde 1992 von Adam Gontier, Neil Sanderson, Brad Walst, Phil Crowe und Joe Grant in Norwood, Ontario, Kanada unter dem Namen Groundswell gegründet. Drei Jahre später wurde das Album Wave of Popular Feeling mit einer Auflage von gerade einmal 150 Kopien veröffentlicht. Kurz danach löste sich die Band jedoch wieder auf. 1997 kamen Adam Gontier, Neil Sanderson und Brad Walst wieder zusammen und coverten nun unter dem Namen Three Days Grace diverse Lieder. Mit der Hilfe von Trevor McNevan, Frontmann von Thousand Foot Krutch, veröffentlichten sie ein Demo-Album, welches lediglich vier Lieder enthielt und von welchem nur 100 Kopien erstellt wurden. Des Weiteren tourten sie nun mit Thousand Foot Krutch als deren Vorband.
Im November 2003 veröffentlichte die Band mit dem neu hinzugekommenen Bandmitglied Barry Stock ihr Debütalbum Three Days Grace, welches den Einstieg in die kanadischen Top 20 schaffte und für einige Wochen in den US-Top 200 war. Die Single I Hate Everything About You war in Kanada auf Platz 1. Es folgten die Singleauskopplungen Just Like You, Home und Wake Up, wobei zu letzterer kein Musikvideo gedreht wurde.
Adam Gontier war vom Schmerzmittel Oxycodon abhängig, weshalb er sich 2005 einer Drogentherapie unterzog. In dieser Zeit schrieb er einige Songs. Unter anderem handelt Gone Forever von seinem Leben ohne die Droge und Animal I Have Become bezieht sich auf die Wesensveränderung, die die Droge bei ihm hervorrief. Als er dann 2006 zur Band zurückkehrte, wurde ihr zweites Album One-X veröffentlicht, welches auf Platz 5 in die amerikanischen Billboard-Charts einstieg. Erneut veröffentlichte man vier Singles aus dem Album. Nach der Startsingle Animal I Have Become folgten Pain, Never Too Late, Time of Dying und Riot, wobei die letzteren zwei bis heute kein Musikvideo haben. Three Days Grace trat mit dem Song Are You Ready? in dem Film Raise Your Voice – Lebe deinen Traum auf. Zwei Lieder von ihr sind in dem Spiel SmackDown! vs. Raw 2007 in Form von Riot und Animal I Have Become vertreten. Außerdem hatte sie in der Serie Ghost Whisperer – Stimmen aus dem Jenseits mit Jennifer Love Hewitt eine Gastrolle.
2007 ging die Band mit Breaking Benjamin, Seether, Skillet, Red und Econoline Crush auf Tour. Im August 2008 wurde die erste Live-DVD Live at the Palace veröffentlicht, welche jedoch nur bei Best Buy und anderen Online-Läden erhältlich ist. Im Oktober und November begleiteten sie die Band 3 Doors Down auf deren Tour durch Deutschland als Vorband. Das dritte Studioalbum Life Starts Now wurde am 22. September 2009 veröffentlicht, die erste Single Break bereits am 1. September. In einem Interview des Drummers Neil Sanderson und des Radiosenders X103 gab Sanderson bekannt, dass 2012 ein neues Album erscheinen soll. Es hieß Transit of Venus und wurde am 2. Oktober veröffentlicht. Die erste Single wurde im August 2012 veröffentlicht und heißt Chalk Outline.
Kurz vor der Tour 2013, am 21. Dezember 2012, verließ Adam Gontier die Band aus gesundheitlichen Gründen. Für die Dauer der Tour wurde er durch Matt Walst, Brads Bruder und Sänger der Band My Darkest Days, vertreten. Am 28. März 2014 teilte die Band via Facebook und Matt Walst via Youtube mit, dass dieser jetzt als festes Mitglied und neuer Frontsänger von Three Days Grace feststeht; hierbei wurde auch ein neues Album angekündigt. Die erste Single Painkiller wurde drei Tage darauf am 31. März 2014 bekanntgegeben und ist seit dem 1. April 2014 über iTunes erhältlich. Ihr Song I Am Machine, zu dem auch ein Musikvideo gedreht wurde, ist am 30. September 2014 als Nachfolge-Single veröffentlicht worden. Mit dem Single-Release kündigte die Band auf ihrer Homepage den 31. März 2015 als festes Release-Datum für ihr neues Album mit dem Titel Human an. Human erreichte Platz 2 der US-amerikanischen Charts und wurde mit Gold ausgezeichnet.
Am 18. November 2016 veröffentlichte Three Days Grace ein Cover des Songs You Don’t Get Me High Anymore. Im Juli 2017 begann die Band ihre Arbeit an ihrem sechsten Studioalbum Outsider, welches am 9. März erschien. Für das Album arbeitete die Band mit Rhys Fulber zusammen, der unter anderem für Fear Factorys Durchbruchsalbum Demanufacture verantwortlich zeichnete. Am 25. Januar 2018 veröffentlichte sie die erste Singleauskopplung The Mountain.
Three Days Grace verkündete am 3. Oktober 2024, dass Adam Gontier in die Band zurückkommen wolle. Bereits im April 2023 spielten sie bei einem Konzert in Huntsville zwei Lieder mit ihm gemeinsam.
Mit insgesamt zwölf Singles in den US-amerikanischen Billboard Mainstream Rock Songs sind sie vor Van Halen die erfolgreichste Band in den Billboard-Spezialcharts.

## Stil
Zu Beginn war die Band vor allem vom Alternative-Rock-Bands wie Helmet, Kyuss und Sunny Day Real Estate beeinflusst. Auch Alternative Metal beeinflusste die Band. Die Texte waren vor allem vom düsteren, angstbesetzten Leben in der Kleinstadt und der allgegenwärtigen Teenage Angst geprägt. Der Nachfolger war dagegen von den Drogen- und Abhängigkeitserfahrungen von Sänger Adam Gontier geprägt. Auch dieses Album war im wesentlich ein düsteres und direktes Album. Hier wurden ebenfalls einige Nu-Metal-Elemente in die Musik gemischt, so dass einige Songs an Papa Roach, 3 Doors Down und Seether erinnern. Beiden Alben enthalten außerdem einige Mainstream-kompatible Balladen. Die Nu-Metal-Einflüsse verschwanden auf dem dritten Album Life Starts Now, dafür kamen Einflüsse von Mainstream-Rock-Bands wie Nickelback dazu. Auch durch den Sängerwechsel zwischen Transit of Venus und Humans veränderte sich die stilistische Ausrichtung nicht.

## Diskografie
Studioalben

| Jahr | Titel Musiklabel                    | Höchstplatzierung, Gesamtwochen, AuszeichnungChartplatzierungen (Jahr, Titel, Musiklabel, Platzierungen, Wochen, Auszeichnungen, Anmerkungen) | Höchstplatzierung, Gesamtwochen, AuszeichnungChartplatzierungen (Jahr, Titel, Musiklabel, Platzierungen, Wochen, Auszeichnungen, Anmerkungen) | Höchstplatzierung, Gesamtwochen, AuszeichnungChartplatzierungen (Jahr, Titel, Musiklabel, Platzierungen, Wochen, Auszeichnungen, Anmerkungen) | Höchstplatzierung, Gesamtwochen, AuszeichnungChartplatzierungen (Jahr, Titel, Musiklabel, Platzierungen, Wochen, Auszeichnungen, Anmerkungen) | Höchstplatzierung, Gesamtwochen, AuszeichnungChartplatzierungen (Jahr, Titel, Musiklabel, Platzierungen, Wochen, Auszeichnungen, Anmerkungen) | Höchstplatzierung, Gesamtwochen, AuszeichnungChartplatzierungen (Jahr, Titel, Musiklabel, Platzierungen, Wochen, Auszeichnungen, Anmerkungen) | Anmerkungen                                                    |
| Jahr | Titel Musiklabel                    | DE | AT | CH | UK | US | CA | Anmerkungen                                                    |
| ---- | ----------------------------------- | --- | --- | --- | --- | --- | --- | -------------------------------------------------------------- |
| 2003 | Three Days Grace Jive Records (EMI) | — | — | — | — | US69 ×2Doppelplatin · (82 Wo.)US | CA9 Platin · (1 Wo.)CA | Erstveröffentlichung: 22. Juli 2003 Verkäufe: + 2.107.500      |
| 2006 | One-X Jive Records (EMI)            | — | — | — | UK— SilberUK | US5 ×3Dreifachplatin · (129 Wo.)US | CA2 ×3Dreifachplatin · (8 Wo.)CA | Erstveröffentlichung: 13. Juni 2006 Verkäufe: + 3.337.500      |
| 2009 | Life Starts Now Jive Records (Sony) | — | — | — | — | US3 Platin · (48 Wo.)US | CA2 ×2Doppelplatin · (5 Wo.)CA | Erstveröffentlichung: 22. September 2009 Verkäufe: + 1.160.000 |
| 2012 | Transit of Venus RCA Records (Sony) | — | — | — | — | US5 (24 Wo.)US | CA4 Gold · (3 Wo.)CA | Erstveröffentlichung: 2. Oktober 2012 Verkäufe: + 40.000       |
| 2015 | Human RCA Records (Sony)            | DE77 (1 Wo.)DE | — | — | — | US16 (10 Wo.)US | CA2 Gold · (4 Wo.)CA | Erstveröffentlichung: 27. März 2015 Verkäufe: + 50.000         |
| 2018 | Outsider RCA Records (Sony)         | DE36 (1 Wo.)DE | AT28 (1 Wo.)AT | CH38 (1 Wo.)CH | — | US24 (2 Wo.)US | CA9 (7 Wo.)CA | Erstveröffentlichung: 9. März 2018                             |
| 2022 | Explosions RCA Records (Sony)       | DE28 (1 Wo.)DE | AT37 (1 Wo.)AT | CH53 (1 Wo.)CH | — | US102 (1 Wo.)US | — | Erstveröffentlichung: 6. Mai 2022                              |